# Potentilla hypargyrea
Potentilla hypargyrea är en rosväxtart som beskrevs av Hand.-mazz.. Potentilla hypargyrea ingår i Fingerörtssläktet som ingår i familjen rosväxter.

## Underarter
Arten delas in i följande underarter:
- P. h. pellita
- P. h. subpinnata